# Laura Zamarriego
Laura Zamarriego Maestre (Madrid, 1991) es una periodista española especializada en temas medioambientales y cambio climático. Desde febrero de 2021, forma parte del equipo de Comunicación en el Ministerio para la Transición Ecológica y el reto demográfico con la ministra Teresa Ribera.

## Trayectoria
Zamarriego estudió periodismo en la Facultad de Ciencias de la Información de la Universidad Complutense de Madrid. Trabajó en diversos medios de comunicación como colaboradora, en Expansión, un diario especializado en temas económicos, fue trabajó redactora jefe durante cinco años en la revista Ethic. También colabora en otras publicaciones como redactora y como directora del contenido editorial.
Zamarriego ha participado como ponente en conferencias y congresos como el Congreso Nacional del Medio Ambiente (CONAMA) en las temáticas de cambio climático en el siglo XXI y transparencia para la información ciudadana.
Laura Zamarriego formará parte del departamento de comunicación del Ministerio para la Transición Ecológica y el reto demográfico al mando de la ministra Teresa Ribera.